# Steak frites
Steak frites (franska: "biff [och] pommes frites") är en maträtt som består av stekt biff och pommes frites oftast tillsammans med en sås. Den har sitt ursprung i Frankrike och Belgien men har spridits även till många andra länder, bland annat i Europa, den engelskspråkiga världen och den spansktalande Latinamerika. Rätten är vanligt förekommande i brasserier och restauranger men lagas också i hemmen.
Det mest använda köttet till rätten är entrecote men även ryggbiff är vanligt. Biffen steks till olika grader, blå (blue), blodig eller lättstekt (rare), rosa eller medium (medium rare) eller välstekt (well done), dvs från den kortaste till den längsta tillagningstiden.
Rätten serveras oftast med en sås, exempelvis skysås, bearnaisesås, hollandaisesås eller bordelaisesås. I Belgien serveras ofta majonnäs eller aioli som tillbehör till pommes fritesen.

## Bilder

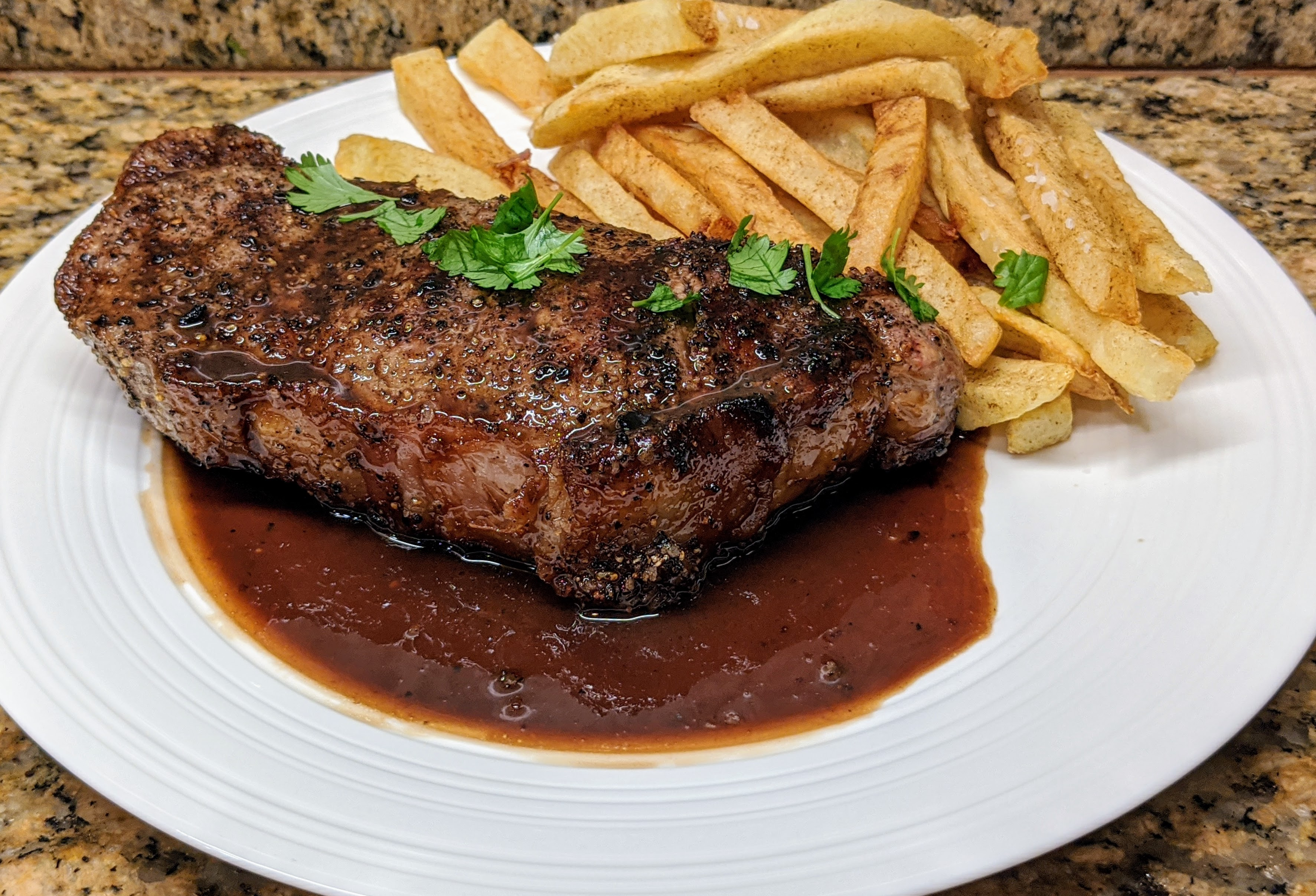
Steak frites med bordelaisesås.
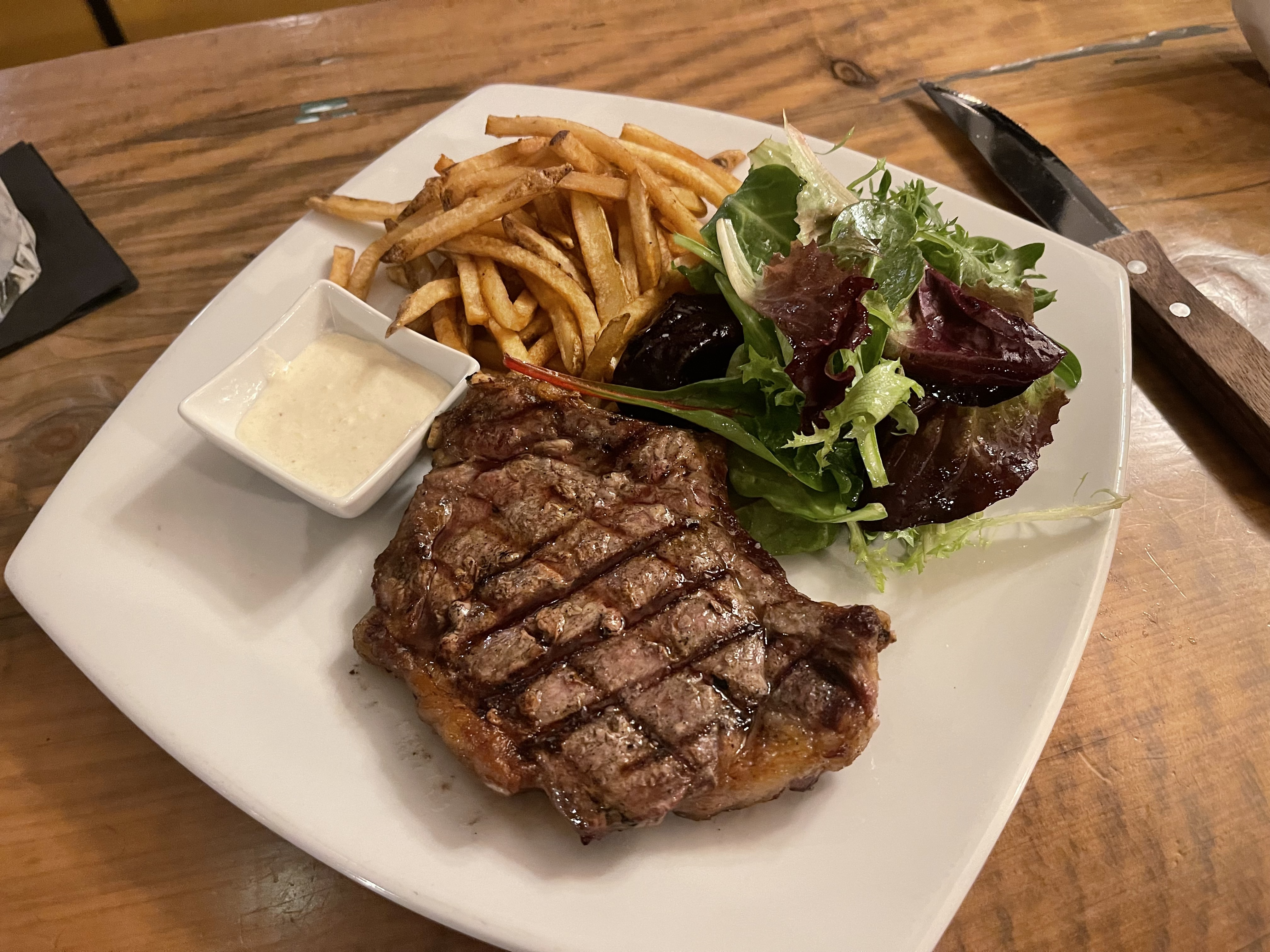
Steak frites med aioli.